# Málkov (district de Chomutov)
Pour les articles homonymes, voir Malkov.
Málkov (en allemand : Malkau) est une commune du district de Chomutov, dans la région d'Ústí nad Labem, en Tchéquie. Sa population s'élevait à 940 habitants en 2021.

## Géographie
Málkov se trouve à 6 km au sud-ouest de Chomutov, à 57 km au sud-ouest d'Ústí nad Labem et à 89 km au nord-ouest de Prague.
La commune est limitée par Křimov au nord-est, par Černovice et Spořice à l'est, et par Kadaň au sud et au sud-ouest, et par Místo et Výsluní à l'ouest.

## Histoire
La première mention écrite du village remonte à 1361.

## Administration
La commune se compose de quatre quartiers :
- Lideň
- Málkov
- Vysoká
- Zelená

## Transports
Málkov est desservi par la route européenne 442 et se trouve à 7 km de Chomutov, à 70 km d'Ústí nad Labem et à 98 km de Prague.